# 王天昊
王天昊（1973年2月—），吉林省洮南市人，中华人民共和国政治人物。

## 生平
1973年2月，王天昊出生在吉林省洮安县（今洮南市），1996年6月加入中国共产党。
1997年6月，王天昊成为洮南市二龙乡科技副乡长，2000年12月转任共青团洮南市委书记。2004年9月，王天昊下调到洮南市万宝乡（今万宝镇），出任党委副书记，次年1月兼任乡长，同年8月升任党委书记。2009年8月，王天昊转任洮南经济开发区党工委书记、市委党校教研员。2011年8月，王天昊出任洮南市人民政府副市长，2014年11月成为中共洮南市委常委，同年12月任市委办公室主任，2016年8月再度出任副市长。
2020年7月，王天昊调任白城市信访局副局长、党组成员。
2021年8月，王天昊调任中共大安市委副书记、市人民政府副市长、代市长，同年11月正式出任市长。

## 落马
2024年10月10日，天昊涉嫌严重违纪违法接受纪律审查和监察调查。